# Kristóf svéd király
III. Kristóf vagy Bajor Kristóf (dánul: Christoffer af Bayern), (Neumarkt in der Oberpfalz, 1416. február 26. – Helsingborg, 1448. január 6. vagy 1448. január 5.) Dánia (1440-1448), Svédország (1441-1448) és Norvégia (1442-1448) királya a kalmari unió idején.

## Élete
Kristóf 1416. február 26-án született Wittelsbach János, neumarkti palotagróf és Pomerániai Katalin hetedik, legfiatalabb gyermekeként. Apja Rupert német királynak volt a fia, anyja pedig VII. (Pomerániai) Erik dán, norvég és svéd királynak a húga. Kristóf Hohenzollern Dorottyát vette feleségül 1445-ben.
1439-ben Pomerániai Eriket lemondatták a dán és svéd trónról. A dán államtanács helyette unokaöccsét, a huszonhárom éves Kristófot választotta trónörökössé, és 1440-ben a viborgi országgyűlés megválasztotta királynak (koronázására csak 1443-ban került sor). Kristóf megállapodott Karl Knutssonnal, Svédország kormányzójával, hogy nagy kiterjedésű finnországi birtokokért cserébe támogatja igényét a svéd trónra, így 1441-ben svéd, majd 1442-ben norvég királlyá koronázták.

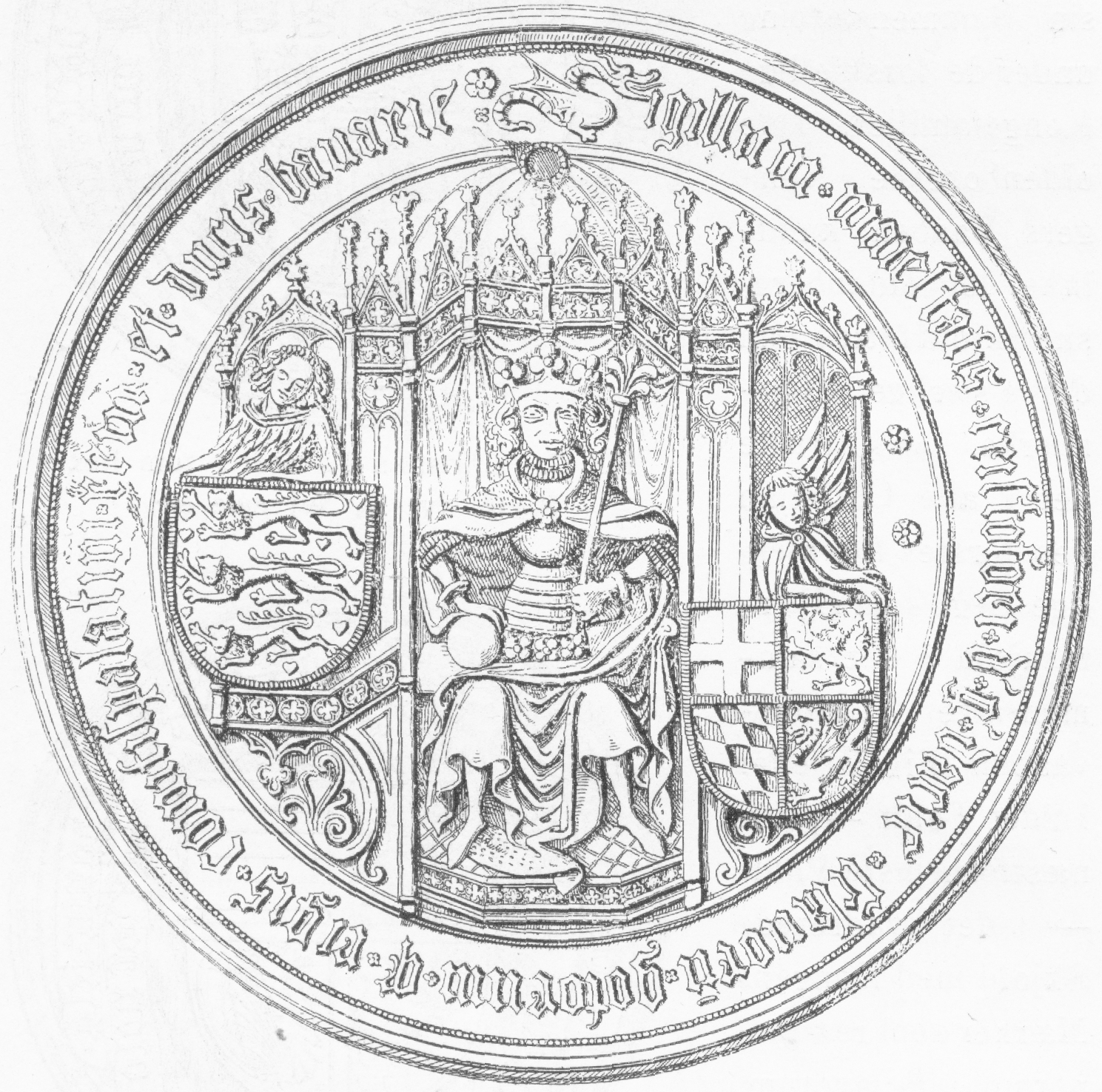
Bajor Kristóf pecsétje.

## Parasztfelkelések
Uralkodása kezdetén két parasztfelkelés is kirobbant Dániában, egyik Funen szigetén, a másik Jütlandon. A funeni lázadást gyorsan sikerült elfojtani, ám a Henrik Reventlow által vezetett jütlandi 25 000 fős parasztsereg komolyan veszélyeztette Kristóf uralmát. Még mielőtt a király odaért volna, a helyi nemesség is összegyűjtötte erőit és a lázadók ellen vonultak.
A parasztok hatalmas, három körből álló szekérvárat állítottak fel, védekezésül a páncélos lovasok ellen. A tábor előtti mocsárra is faágakat hordtak és földdel fedték be, hogy szilárd talajnak látsszon. A magabiztos nemesi hadsereg megrohamozta a tábort és a lovagok besüppedtek a lápba. A parasztok lemészárolták a csapdába esett lovagokat, a sereg vezérének holttestét szétvagdosták és darabjait figyelmeztetésül szerteküldték a vidék városainak.
A nemesek sorsán felháborodott Kristóf saját seregével északról közelítette meg a parasztsereg táborát. Mivel a lázadók jelentős létszámfölényben voltak, Kristóf amnesztiát ígért azoknak, akik leteszik a fegyvert. A Mors és Thisted szigeteiről érkezettek el is vonultak, amiért később gyáváknak és árulóknak nevezték őket. A király serege megrohamozta a szekértábort, és bár a parasztok hősiesen küzdöttek, nem tudtak sokáig ellenállni a páncélos lovagoknak. Több ezer lázadót lemészároltak, a túlélőkre súlyos adókat vetettek ki és megfosztva őket szabad paraszti státusuktól, jobbágysorba kényszerítették őket. Azontúl dán parasztnak halálbüntetés terhe mellett tilos volt késnél nagyobb fegyvert hordani magánál.

## Uralkodása
Megkoronázása előtt Kristóf ígéretet tett, hogy intézkedéseket hoz a magát Gotland szigetére befészkelő, és onnan kalózkodó korábbi király, Pomerániai Erik ellen. Valóban tárgyalásokba is kezdett a környező Hanza-városokkal és a Teuton Lovagrenddel, sőt magával Erikkel is, de csak egy egyéves fegyverszünetet tudott elérni.
Igyekezett visszaszorítani a Hanza-városok kereskedelmi monopóliumát; amennyire a lehetőségek engedték, elősegítette a kereskedelmet a balti-tengeri és holland városokkal.
Kristóf uralma alatt a kalmari unió országai függetlenebbek lettek, mint korábban, a nemesség több hatalomhoz jutott a korona rovására. Svédország pénzügyeit teljesen külön intézték és az ottani Titkos Tanácsba csak svéd arisztokrata kerülhetett.
Mikor roskilde-i rezidenciája leégett, Kristóf Koppenhágába helyezte át a királyi székhelyet.

## Halála
1448. január 6-án a helsingborgi kastélyban a király lázas betegségben meghalt. Halálával kalmari unió ideiglenesen felbomlott, mert Dánia és Norvégia Oldenburgi Keresztélyt, míg Svédország Karl Knutssont választotta királyul. Kristóf felesége a következő évben férjhez ment az új dán királyhoz, I. Keresztélyhez.

## Teljes címe
Isten kegyelméből Dánia, Svédország és Norvégia, a vendek és gótok királya, Rajnai palotagróf, Bajorország hercege.

## Fordítás
Ez a szócikk részben vagy egészben  a   Cristopher of Bavaria című angol Wikipédia-szócikk ezen változatának fordításán alapul.  Az eredeti cikk szerkesztőit annak laptörténete sorolja fel. Ez a jelzés csupán a megfogalmazás eredetét és a szerzői jogokat jelzi, nem szolgál a cikkben szereplő információk forrásmegjelöléseként.
| Előző uralkodó: VII. Erik | Dánia királya 1440 – 1448 | Következő uralkodó: I. Keresztély |

| Előző uralkodó: VIII. Károly | Svédország uralkodója 1441 – 1448 | Következő uralkodó: VIII. Károly |

| Előző uralkodó: III. Erik | Norvégia uralkodója 1442 – 1448 | Következő uralkodó: I. Keresztély |